# 幅下銀行
幅下銀行（はばしたぎんこう）は、明治期の私立銀行で、愛知県名古屋市に本店があった。
1894年（明治27年）に、資本金は10万円（払込済2万5千円）で設立。初代頭取には加藤彦左衛門が就任。1907年（明治40年）に名古屋銀行（東海銀行(現三菱UFJ銀行)の前身の一つ）に営業譲渡し歴史の幕を閉じた。

## 沿革
- 1894年（明治27年）3月1日：設立
- 1894年（明治27年）3月25日：開業
- 1907年（明治40年）5月25日：名古屋銀行に営業譲渡
- 1907年（明治40年）8月26日：解散

## 営業譲渡時の店舗等
- 本店

名古屋市小舟町2丁目11番地
- 支店（なし）
- 出張店（2箇店）

- 頭取：春日井丈右衛門
- 資本金：6万円（営業譲渡前に10万円から減資）